# Berufsförderungswerk Würzburg
Das Berufsförderungswerk (BFW) Würzburg mit Sitz in Veitshöchheim ist ein überregionales Zentrum für die berufliche Bildung von erwachsenen blinden und sehbehinderten Menschen.

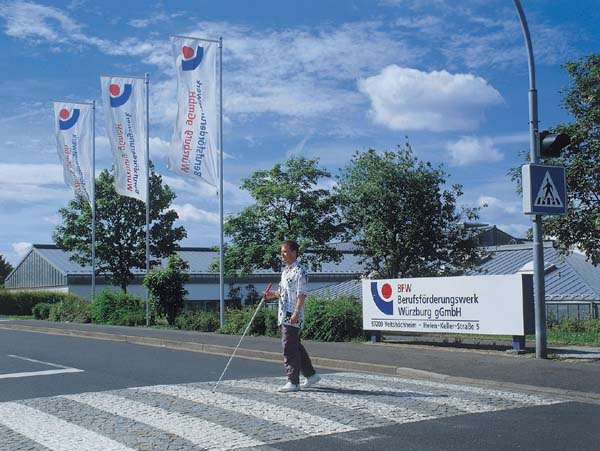
BFW Würzburg

Das 1962 gegründete BFW Würzburg ist seit 1980 in Veitshöchheim ansässig und verfügt über 200 Ausbildungsplätze in über zwanzig verschiedenen Ausbildungsberufen und Berufsvorbereitungen.
Der Großteil der Lehrgangsteilnehmer des BFW Würzburg war berufstätig, kann jedoch aufgrund einer erworbenen Beeinträchtigung des Augenlichts (Erkrankung oder Unfall) seine bisherige berufliche Tätigkeit nicht mehr ausüben. Ziel des BFW Würzburg ist die nahtlose Wiedereingliederung der Teilnehmer in das berufliche und gesellschaftliche Leben.
Seine Dienstleistungen bietet das BFW Würzburg blinden und sehbehinderten Erwachsenen, Rehabilitationsträgern (Agentur für Arbeit, Rentenversicherungsträger und Berufsgenossenschaften) sowie den Betrieben der Wirtschaft und des öffentlichen Dienstes an. Auf einer blindengerechten Lernplattform werden darüber hinaus auch E-Learning-Kurse zur beruflichen Weiterbildung angeboten.
In der Blindenfußball-Bundesliga spielte man als VSV-BFW (Vitalsport-Verein und Berufsförderungswerk) Würzburg von 2008 bis 2016 mit.